# 바트얌

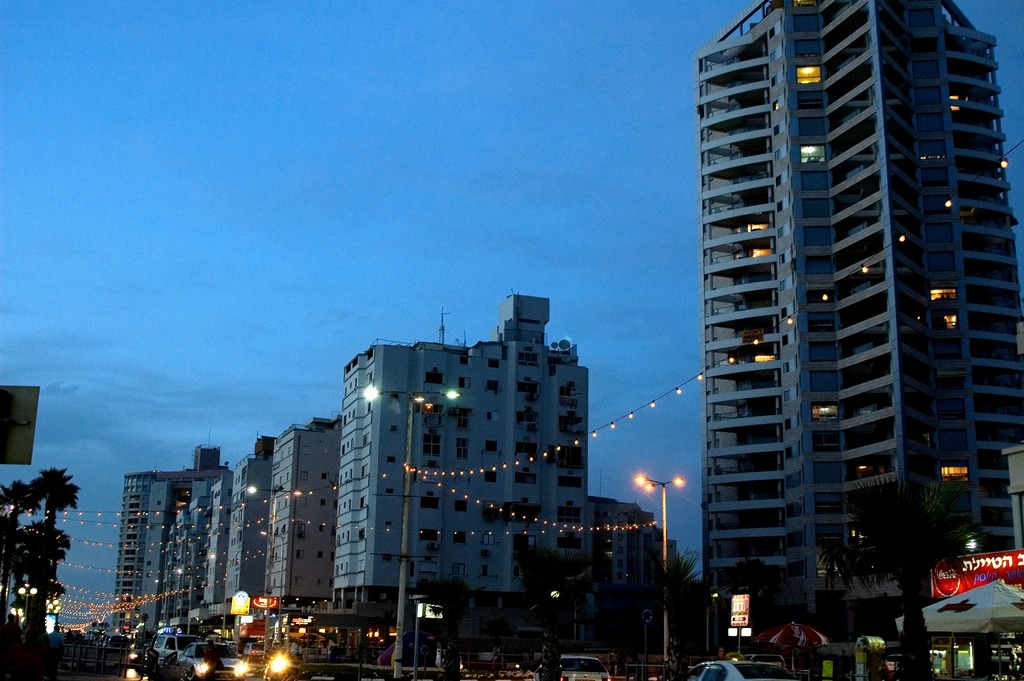
바트얌 시가지

시 문장

바트얌(Bat Yam, 히브리어: בַּת יָם)은 이스라엘 텔아비브 구에 위치한 도시로, 면적은 8.2km2, 인구는 130,000명(2009년 기준)이다. 텔아비브 남쪽에 위치하며 구슈 단 도시권을 형성한다. 도시 이름은 히브리어로 "바다의 딸", "인어"를 뜻한다.
1926년 바이트바간(Bayit VaGan, בית וגן, "집과 정원"이라는 뜻)이라는 이름을 가진 마을이 신설되었지만 1929년 팔레스타인 폭동 당시에 야파 출신 아랍인들의 공격을 받게 되자 영국 당국은 해당 지역에서 철수했다. 1930년 재건되었고 1936년 시 의회 자격을 부여받으면서 바트얌이라는 이름으로 바뀌게 된다. 1958년 시로 승격되었다.

## 인구
| 연도      | 인구    | ±%      |
| --------- | ------- | ------- |
| 1948      | 2,300   | —       |
| 1955      | 16,000  | +595.7% |
| 1961      | 31,700  | +98.1%  |
| 1972      | 100,100 | +215.8% |
| 1983      | 128,700 | +28.6%  |
| 1995      | 138,500 | +7.6%   |
| 2008      | 130,300 | −5.9%   |
| 2010      | 130,400 | +0.1%   |
| 2011      | 128,200 | −1.7%   |
| 출처: CBS |         |         |